# Skelkî, Vasîlivka
Skelkî (în ucraineană Скельки) este localitatea de reședință a comunei Skelkî din raionul Vasîlivka, regiunea Zaporijjea, Ucraina.

## Demografie
Componența lingvistică a localității Skelkî
     Ucraineană (93,02%)
     Rusă (6,3%)
     Alte limbi (0,1%)
Conform recensământului din 2001, majoritatea populației localității Skelkî era vorbitoare de ucraineană (93,02%), existând în minoritate și vorbitori de rusă (6,3%).